# Johan Hellberg (jurist)
Johan Adalrik Hellberg, född den 4 mars 1822 i Tegneby socken, Göteborgs och Bohus län, död den 17 maj 1911 i Jönköping, var en svensk jurist.
Hellberg blev 1840 student vid Uppsala universitet, där han avlade kameralexamen 1844 och examen till rättegångsverken 1846. Han blev vice häradshövding 1850, fiskal i Göta hovrätt 1863 och notarie där 1864. Hellberg var häradshövding i Tveta, Vista och Mo domsaga 1866–1910. Han blev riddare av Nordstjärneorden 1880 och kommendör av andra klassen av samma orden 1897.